# Сетевая разведка
Сетевая разведка — получение и обработка данных об информационной системе клиента, ресурсов информационной системы, используемых устройств и программного обеспечения и их уязвимостях, средств защиты, а также о границе проникновения в информационную систему. 

## Суть явления
Сетевая разведка проводится в форме запросов DNS, эхо-тестирования (ping sweep) и сканирования портов. Запросы DNS помогают понять, кто владеет тем или иным доменом и какие адреса этому домену присвоены. Эхо-тестирование адресов, раскрытых с помощью DNS, позволяет увидеть, какие хосты реально работают в данной среде. Получив список хостов, хакер использует средства сканирования портов, чтобы составить полный список услуг, поддерживаемых этими хостами. И, наконец, хакер анализирует характеристики приложений, работающих на хостах. В результате добывается информация, которую можно использовать для взлома.

## Классификация
Современная сетевая разведка в зависимости от целей деятельности, масштаба, и характера, поставленных для выполнения задач делится на:
- стратегическую;
- тактическую (оперативную).

Тактическая разведка обеспечивает действия атакующих. К ним относятся как злоумышленники, так и специалисты, проводящие тестирование информационной системы. Тактическая разведка выявляет данные о:
- технической оснастке;
- программном оснащении;
- уязвимости почтовых серверов;
- сервисах и почтовых клиентах;
- границах сегментов сети;
- используемых каналах связи (тип, пропускная способность);
- государственной (географической, коммерческой) принадлежности сети и/или сервера, что облегчает принятие оптимальных решений по планированию и проведению атаки на информационные системы.

Эти сведения добываются перехватом информации, передаваемой радиоэлектронными средствами.

## Этапы несанкционированного взлома
- Выбор исследуемой сети/сервера/информационного пространства;
- Сканирование, тестирование, сбор информации о цели;
- Обработка данных, выбор уязвимой точки для проникновения;
- Эксплуатация уязвимости, проникновение в систему.

Далее действия хакера зависят от задачи, поставленной им, будь то изменения информации, кража, повышение полномочий и удержание системы.

## Сетевая разведка сервиса электронной почты
Возможные пути получения данных:
- получение информации от whois-серверов;
- просмотр информации DNS серверов исследуемой сети для выявления записей, определяющих маршруты электронной почты (MX записи);
- информация об электронной почте, представленные на сайте исследуемой компании. К ней относятся адреса электронной почты для связи, опубликованные вакансии для системных администраторов и администраторов электронной почты, в которых зачастую есть информация о типах используемых почтовых серверов;
- информация об электронной почте (адресах) и вакансиях сохранившиеся в поисковых системах (google.com, yandex.ru), так и в базах компаний, запоминающих состояния веб-ресурсов на определенный срок.

После определения границ атаки атакующие переходят к получению данных о целевой почтовой системе. Для этого используются чаще всего:сканирование портов (сервисов) на выявленных внешних серверах. 
Проводится с целью определить:
- доступность сервиса из различных подсетей, расположенных по всему миру;
- выявление почтовых сервисов на нестандартных портах;
- получение и анализ информации, выдаваемой почтовыми сервисами при соединении. Banner grabbing[англ.]  — так этот метод принято называть среди специалистов по сетевой разведке;
- активная проверка сервиса (SMTP, POP3, POP3pw, IMAP) для определения типа и версии, допуская возможность, что администратор системы изменил информацию, выдаваемую сервисами, или сервис не выводит информацию о своем типе и версии;
- отправка писем на несуществующие почтовые адреса для получения NDR (non delivery report) и информации о пути прохождения письма.

## Противодействие
Полностью избавиться от сетевой разведки невозможно. Если, к примеру, отключить эхо ICMP и эхо-ответ на периферийных маршрутизаторах, можно избавиться от эхо-тестирования, но при этом теряются данные, необходимые для диагностики сетевых сбоев. Кроме того, сканировать порты можно без предварительного эхо-тестирования. Это займет больше времени, так как сканировать придется и несуществующие IP-адреса. Системы IDS на уровне сети и хостов обычно хорошо справляются с задачей уведомления администратора о ведущейся сетевой разведке, что позволяет лучше подготовиться к предстоящей атаке и оповестить провайдера (ISP), в сети которого установлена система.  

## Популярные программы сетевой разведки
- Nmap — один из самых популярных и эффективных инструментов для осуществления сетевой разведки.
- Metasploit — инструмент для обнаружения, эксплуатации и тестирования уязвимостей.
- OpenVAS — не менее эффективный инструмент, имеющий графический интерфейс.